# Мкртчян Армен Ярцикович
Армен Ярцикович Мкртчян (вірм. Արմէն Մկրտչյան; нар. 6 жовтня 1973) — радянський та вірменський борець вільного стилю, призер чемпіонатів світу, дворазовий призер та чемпіон Європи, срібний медаліст Олімпійських ігор.

## Життєпис
Боротьбою займається з 1986 року. Тренувався в Єревані. Вихованець заслуженого тренера і заслуженого діяча фізичної культури Вірменії Юрія Арменаковича Бабаяна. Виступав за юніорську збірну СРСР. Став у її складі чемпіоном світу 1990 року. Після розпаду СРСР виступав за збірну Вірменії. Армен Мкртчян і Анушаван Саакян є першими європейськими чемпіонами з вільної боротьби незалежної Республіки Вірменія.

## Спортивні результати на міжнародних змаганнях

### Виступи на Олімпіадах
| Змагання                                   | Збірна   | Вагова категорія          | Місце  |
| ------------------------------------------ | -------- | ------------------------- | ------ |
| Боротьба на літніх Олімпійських іграх 1996 | Вірменія | вільна боротьба, до 48 кг | Срібло |

### Виступи на Чемпіонатах світу
| Змагання                        | Збірна   | Вагова категорія          | Місце  |
| ------------------------------- | -------- | ------------------------- | ------ |
| Чемпіонат світу з боротьби 1993 | Вірменія | вільна боротьба, до 48 кг | 5      |
| Чемпіонат світу з боротьби 1994 | Вірменія | вільна боротьба, до 48 кг | 11     |
| Чемпіонат світу з боротьби 1995 | Вірменія | вільна боротьба, до 48 кг | Бронза |
| Чемпіонат світу з боротьби 1999 | Вірменія | вільна боротьба, до 54 кг | 32     |

### Виступи на Чемпіонатах Європи
| Змагання                         | Збірна   | Вагова категорія          | Місце  |
| -------------------------------- | -------- | ------------------------- | ------ |
| Чемпіонат Європи з боротьби 1993 | Вірменія | вільна боротьба, до 48 кг | 5      |
| Чемпіонат Європи з боротьби 1994 | Вірменія | вільна боротьба, до 48 кг | Золото |
| Чемпіонат Європи з боротьби 1995 | Вірменія | вільна боротьба, до 48 кг | 4      |
| Чемпіонат Європи з боротьби 1996 | Вірменія | вільна боротьба, до 48 кг | Срібло |
| Чемпіонат Європи з боротьби 1998 | Вірменія | вільна боротьба, до 54 кг | 5      |
| Чемпіонат Європи з боротьби 2000 | Вірменія | вільна боротьба, до 54 кг | 6      |
| Чемпіонат Європи з боротьби 2001 | Вірменія | вільна боротьба, до 54 кг | Бронза |

### Виступи на інших змаганнях
| Змагання                                                     | Збірна   | Вагова категорія          | Місце  |
| ------------------------------------------------------------ | -------- | ------------------------- | ------ |
| Всесвітні ігри військовослужбовців 1995                      | Вірменія | вільна боротьба, до 48 кг | Бронза |
| Олімпійський кваліфікаційний турнір з боротьби 2000 (Мінськ) | Вірменія | вільна боротьба, до 54 кг | 14     |

### Виступи на змаганнях молодших вікових груп
| Змагання                                      | Збірна   | Вагова категорія          | Місце  |
| --------------------------------------------- | -------- | ------------------------- | ------ |
| Чемпіонат світу з боротьби серед юніорів 1990 | СРСР     | вільна боротьба, до 46 кг | Золото |
| Чемпіонат Європи з боротьби серед молоді 1992 | Вірменія | вільна боротьба, до 48 кг | Золото |
| Чемпіонат світу з боротьби серед молоді 1993  | Вірменія | вільна боротьба, до 48 кг | Золото |